# Calocera
Calocera is een geslacht van schimmels behorend tot de familie Dacrymycetaceae. 

## Soorten
Volgens Index Fungorum bestaat het geslacht uit de volgende 28 soorten (peildatum maart 2023):
| Soortnaam                                   | Auteur(s)                  | Publicatiejaar |
| ------------------------------------------- | -------------------------- | -------------- |
| Calocera alba                               | Kobayasi                   | 1939           |
| Calocera arborea                            | Shirouzu                   | 2013           |
| Calocera australis                          | McNabb                     | 1965           |
| Calocera bambusicola                        | Sheng H. Wu                | 2011           |
| Calocera candida                            | Lloyd                      | 1936           |
| Calocera clavata                            | McNabb                     | 1965           |
| Calocera coralloides                        | Kobayasi                   | 1939           |
| Calocera cornea (Geel hoorntje)             | (Batsch) Fr.               | 1827           |
| Calocera corniformis                        | Kobayasi                   | 1939           |
| Calocera discipes                           | Pat.                       | 1928           |
| Calocera furcata (Gaffelhoorntje)           | (Fr.) Fr.                  | 1827           |
| Calocera fusca                              | Lloyd                      | 1925           |
| Calocera glossoides (Knotshoorntje)         | (Pers.) Fr.                | 1827           |
| Calocera guepinioides                       | Berk.                      | 1845           |
| Calocera hunanensis                         | B. Liu & K. Tao            | 1988           |
| Calocera lutea                              | (Massee) McNabb            | 1965           |
| Calocera macrospora                         | Brasf.                     | 1938           |
| Calocera mangshanensis                      | B. Liu & L. Fan            | 1989           |
| Calocera morchelloides                      | B. Liu & L. Fan            | 1990           |
| Calocera nigripes                           | Syd. & P. Syd.             | 1909           |
| Calocera pallidospathulata (Spatelhoorntje) | D.A. Reid                  | 1974           |
| Calocera pedicellata                        | Shirouzu                   | 2017           |
| Calocera sinensis                           | McNabb                     | 1965           |
| Calocera tibetica                           | F. Wu, L.F. Fan & Y.C. Dai | 2021           |
| Calocera viscosa (Kleverig koraalzwammetje) | (Pers.) Fr.                | 1821           |